# Colors of the Day
Colors of the Day (иногда с подзаголовком The Best of Judy Collins) — сборник лучших песен американской певицы Джуди Коллинз, выпущенный в мае 1972 года на лейбле Elektra Records.

## Об альбоме
Альбом содержит 12 треков, в том числе хит «Both Sides Now» авторства Джони Митчелл, традиционную «Amazing Grace», «Who Knows Where the Time Goes» Сэнди Деннис и песню собственного сочинения Коллинз «Albatross» (последние две записи были включены в фильм «Если бы не розы»).
Альбом достиг 37-го места в чарте Billboard Top LPs, в 1974 году Американская ассоциация звукозаписывающих компаний сертифицировала альбом как золотой, а в 1997 году — как платиновый. В Великобритании альбом был издан под названием Amazing Grace.
Бывший президент США Билл Клинтон назвал альбом своим самым любимым.

## Список композиций
| №  | Название                | Автор(ы)                                      | Длительность |
| -- | ----------------------- | --------------------------------------------- | ------------ |
| 1. | «Someday Soon»          | Иэн Тайсон                                    | 3:44         |
| 2. | «Since You Asked»       | Джуди Коллинз                                 | 2:33         |
| 3. | «Both Sides Now»        | Джони Митчелл                                 | 3:14         |
| 4. | «Sons Of»               | Эрик Блау, Жак Брель, Жерар Жуане, Морт Шуман | 2:26         |
| 5. | «Suzanne»               | Леонард Коэн                                  | 4:24         |
| 6. | «Farewell to Tarwathie» | народная                                      | 5:31         |

| №  | Название                        | Автор(ы)                   | Длительность |
| -- | ------------------------------- | -------------------------- | ------------ |
| 1. | «Who Knows Where the Time Goes» | Сэнди Деннис               | 4:40         |
| 2. | «Sunny Goodge Street»           | Донован                    | 2:56         |
| 3. | «My Father»                     | Джуди Коллинз              | 5:02         |
| 4. | «Albatross»                     | Джуди Коллинз              | 4:50         |
| 5. | «In My Life»                    | Джон Леннон, Пол Маккартни | 2:53         |
| 6. | «Amazing Grace»                 | Джон Ньютон                | 4:06         |

## Позиции в хит-парадах
| Хит-парад (1972)    | Высшая позиция |
| ------------------- | -------------- |
| США (Billboard 200) | 37             |

## Сертификации и продажи
| Регион                                                      | Сертификация | Продажи    |
| ----------------------------------------------------------- | ------------ | ---------- |
| США (RIAA)                                                  | Платиновый   | 1 000 000^ |
| ^ Данные о тиражах приведены только на основе сертификации. |              |            |